# Хеттенхаузен
Хеттенхаузен (нем. Hettenhausen) — община в Германии, в земле Рейнланд-Пфальц. Входит в состав района Юго-западный Пфальц. Подчиняется управлению Вальхальбен. Население 266 чел. Занимает площадь 4,39 км².